# Кубалякский подговор
Кубалякский говор — один из подговоров кизильского (кызыльского) говора, который входит в юго-восточную группу говоров восточного диалекта башкирского языка. 

## Ареал
Носителями являются башкиры из рода кубаляк и телеу, живущие на юге Учалинского и на севере Абзелиловского районов Башкортостана, также в состав говора частично входит язык тамьян-катайцев, живущих по верхнему течению реки Белой. Носители кубалякского подговора резко отличаются и своим костюмом от северных и южных соседей (тамъянцев, бурзянцев, барынцев).
Кубалякский подговор составляет наиболее компактную группу и является основой исследуемого говора. В данном подговоре сказывается влияние кизильского говора, что несколько отличает его от тилявского подговора. Кубалякский подговор включает деревни: в Абзелиловском районе — Старое и Новое Балапаново, Туишево, Баимово, Большое и Малое Габдиново, Муракаево, Абзаково, Еникеево, Яйкарово, Рахметово; в Учалинском районе – Аслаево, Батталово, Ускулево (Назар), Узункулево, Верхне- и Нижне-Кубагушево, Казаккулово (Ярбаш), Карагужино.
Башкиры-тилявцы живут на юге Учалинского района в деревнях: Кильмек (Тиләү), Рафиково (Ҡойолдар), Аблязево (Ҡapaғaй), Амангильдино (Сәнсәр, Соҡот), Калуево (Кәкүк), Малое Казаккулово (Зәйнәкәй), Галиахмерово, Кузнечкино (Муса), Суяргулово (Көҙөй), Ново-Байрамгулово, Каипкулово (Һapт), Гадельшино, Наурузово (Науырыҙ, Науырҙы), Ягудино (Йәндек), Масково (Мәскәү), Сураманово, Кучуково, Ташкия.